# Macroglossum spilonotum
Macroglossum spilonotum là một loài bướm đêm thuộc họ Sphingidae, chi Macroglossum.